# 로트슈테텐역
로트슈테텐역(독일어: Bahnhof Lottstetten)은 독일 바덴뷔르템베르크주 로트슈테텐에 있는 철도역이다.

## 위치
이 역은 독일 영토에 있지만, 독일 내의 다른 노선과는 연결되지 않고 스위스 SBB의 에글리자우-노이하우젠선상에 있다. 취리히와 샤프하우젠 간 열차 노선의 중간역이며, 도중에 독일-스위스 국경을 두 번 건넌다. 독일 영토에 있지만 SBB에서 운영하는 두 개의 역 중 하나이며, 다른 하나는 예슈테텐역이다. 2010년 12월까지는 세 번째 역인 알텐부르크라이나우역(Altenburg-Rheinau)이 있었지만 스위스 쪽의 노이하우젠 암 라인팔에 정차역을 건설하면서 폐역되었다.

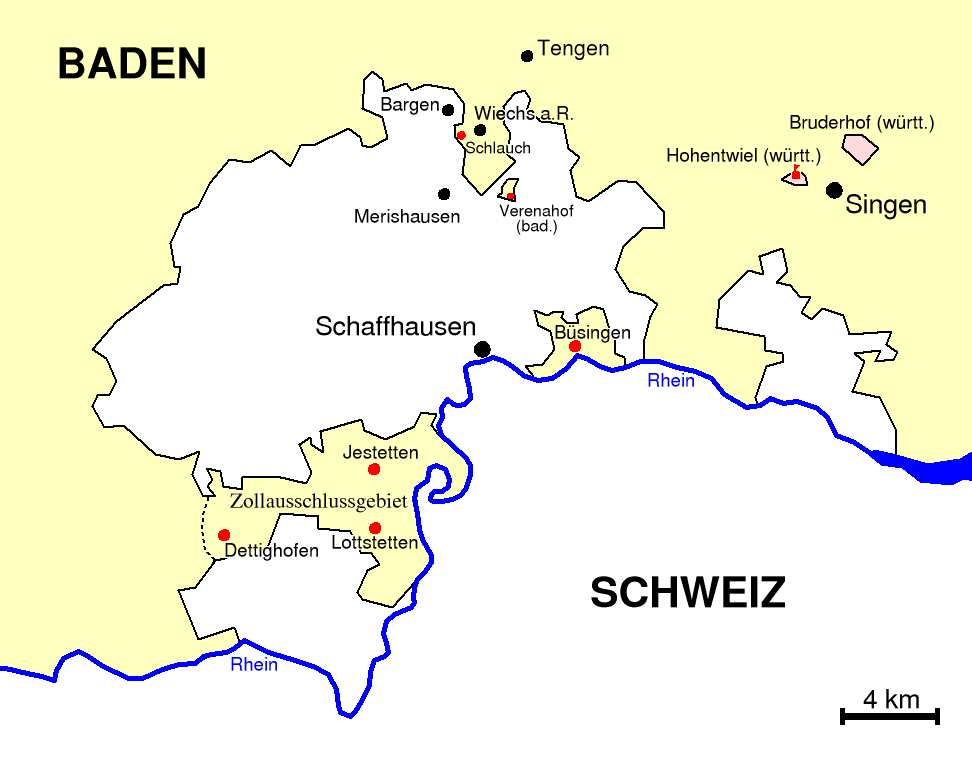
독일의 면세구역(Zollausschlussgebiet, 1840년~1935년)

로트슈테텐을 단지 통과만 하는 열차는 기술적으로는 스위스 관세영역 간을 EU 관세영역을 거쳐서 운행하지만, 독일과 스위스간의 협정으로 1936년부터 통관 절차가 폐지되었다. 1840년부터 1935년까지는 로트슈테텐이 알텐부르크, 예슈테텐 및 당시 데티그호펜과 함께 스위스의 관세영역에 속해 있었다.

## 열차 운행
취리히와 샤프하우젠 사이를 1시간 배차 간격으로 운행하는 취리히 S반 S9 노선이 운행된다. 취리히 교통조합 운임이 적용된다.

## 세관
로트슈테텐은 스위스에서 도착하는 승객을 위한 국경역이다. 세관 검사는 독일 공무원이 로트슈테텐역에서 수행할 수 있다. 스위스가 2008년 솅겐 지역에 합류하면서 체계적인 여권 심사는 폐지되었다.